# Kỷ lục bóng đá Nhật Bản
Đây là trang chi tiết về những kỷ lục bóng đá Nhật Bản. Nếu không nói gì thêm thì là đang đề cập tới J.League.

## Những kỷ lục của J.League (kỷ nguyên chia mùa giải)[1]

### Nhiều danh hiệu nhất
4, Kashima Antlers (1996, 1998, 2000, 2001)

### Số lần dành danh hiệu liên tiếp
2, kỷ lục chung: Verdy Kawasaki- (1993-1994, Kashima Antlers (2000, 2001, Yokohama F. Marinos (2003, 2004)

## Những kỷ lục của J.League Hạng 1 (kỷ nguyên mùa đơn)[1]

### Nhiều danh hiệu nhất
3, Kashima Antlers (2007, 2008, 2009)

### Số lần dành danh hiệu liên tiếp
3, Kashima Antlers (2007-2009)

### Á quân nhiều nhất
3, Kawasaki Frontale (2006, 2008, 2009)